# تپه توان
تپه توان مربوط به هزاره اول قبل از میلاد است و در شهرستان پیرانشهر، بخش لاجان، دهستان لاهیجان غربی، روستای توان واقع شده و این اثر در تاریخ ۲۵ آبان ۱۳۸۷ با شمارهٔ ثبت ۲۳۴۷۶ به‌عنوان یکی از آثار ملی ایران به ثبت رسیده است.